# Паттерсон (Арканзас)
Паттерсон (англ. Patterson) — місто (англ. city) в США, в окрузі Вудрафф штату Арканзас. Населення — 310 осіб (2020).

## Географія
Паттерсон розташований на висоті 61 метр над рівнем моря за координатами 35°15′33″ пн. ш. 91°14′7″ зх. д. / 35.25917° пн. ш. 91.23528° зх. д. (35.259120, -91.235301).  За даними Бюро перепису населення США в 2010 році місто мало площу 2,79 км², уся площа — суходіл.

## Демографія
Згідно з переписом 2010 року, у місті мешкали 452 особи в 185 домогосподарствах у складі 123 родин. Густота населення становила 162 особи/км².  Було 230 помешкань (83/км²). 
Расовий склад населення:
| - 76,5 % — білих - 19,5 % — чорних або афроамериканців - 0,9 % — корінних американців |

До двох чи більше рас належало 3,1 %. Іспаномовні складали 0,0 % від усіх жителів.
За віковим діапазоном населення розподілялося таким чином: 26,3 % — особи молодші 18 років, 59,1 % — особи у віці 18—64 років, 14,6 % — особи у віці 65 років та старші. Медіана віку мешканця становила 39,3 року. На 100 осіб жіночої статі у місті припадало 101,8 чоловіків;  на 100 жінок у віці від 18 років та старших — 100,6 чоловіків також старших 18 років.
Середній дохід на одне домашнє господарство  становив 35 654 долари США (медіана — 31 125), а середній дохід на одну сім'ю — 39 134 долари (медіана — 32 778). Медіана доходів становила 30 987 доларів для чоловіків та 22 000 доларів для жінок. За межею бідності перебувало 32,2 % осіб, у тому числі 40,7 % дітей у віці до 18 років та 28,9 % осіб у віці 65 років та старших.
Цивільне працевлаштоване населення становило 164 особи. Основні галузі зайнятості: освіта, охорона здоров'я та соціальна допомога — 25,6 %, транспорт — 14,6 %, сільське господарство, лісництво, риболовля — 13,4 %.
За даними перепису населення 2000 року в Паттерсоні проживало 467 осіб, 127 сімей, налічувалося 195 домашніх господарств і 237 житлових будинків. Середня густота населення становила близько 161 особа на один квадратний кілометр. Расовий склад Паттерсона за даними перепису розподілився таким чином: 73,23 % білих, 23,34 % — чорних або афроамериканців, 1,28 % — корінних американців, 0,21 % — вихідців з тихоокеанських островів, 0,21 % — представників змішаних рас, 1,71 % — інших народів. Іспаномовні склали 1,71 % від усіх жителів міста.
Із 195 домашніх господарств в 21,5 % — виховували дітей віком до 18 років, 48,7 % представляли собою подружні пари, які спільно проживали, в 12,8 % сімей жінки проживали без чоловіків, 34,4 % не мали сімей. 33,3 % від загального числа сімей на момент перепису жили самостійно, при цьому 14,9 % склали самотні літні люди у віці 65 років та старше. Середній розмір домашнього господарства склав 2,39 особи, а середній розмір родини — 3,02 особи.
Населення міста за віковою діапазону по даними переписом 2000 року розподілилося таким чином: 22,9 % — жителі молодше 18 років, 8,1 % — між 18 і 24 роками, 24,2 % — від 25 до 44 років, 25,1 % — від 45 до 64 років і 19,7 % — у віці 65 років та старше. Середній вік мешканця склав 41 рік. На кожні 100 жінок в Паттерсоні припадало 100,4 чоловіків, у віці від 18 років та старше — 95,7 чоловіків також старше 18 років.
Середній дохід на одне домашнє господарство в місті склав 17 308 доларів США, а середній дохід на одну сім'ю — 21 250 доларів. При цьому чоловіки мали середній дохід в 25 313 доларів США на рік проти 17 750 доларів середньорічного доходу у жінок. Дохід на душу населення в місті склав 12 532 долари на рік. 24,7 % від усього числа сімей в окрузі і 31,0 % від усієї чисельності населення перебувало на момент перепису населення за межею бідності, при цьому 39,4 % з них були молодші 18 років і 30,3 % — у віці 65 років та старше.